# 大乱闘スマッシュブラザーズシリーズ
大乱闘スマッシュブラザーズシリーズ（だいらんとうスマッシュブラザーズシリーズ、英題：Super Smash Bros. series）は、ハル研究所が開発して任天堂が発売した対戦アクションゲームのシリーズ名である。公式略称は「スマブラ」。ディレクターは第1作より一貫して『星のカービィ』の生みの親でもある桜井政博が担当している。
本シリーズは任天堂およびサードパーティーのゲームから人気キャラクターが登場するクロスオーバー作品である。本シリーズで登場したことによって、原作キャラクターの知名度が上昇するなどの影響を与えた。

## 概要
本シリーズでは対戦型格闘ゲームの様に体力を奪い合うのではなく、おはじきやベーゴマのように、ゲームの舞台から場外へ落下した（させられた）者が敗れ、最後まで舞台に残っていた者が勝者となる。そのため格闘ゲームの影響を制作者も認めているが、第1作目は当時コア向けが著しくなった格闘ゲームへのアンチテーゼとして生み出された。ディレクターの桜井政博は第1作目に関して、単純な「格闘ゲーム」の括りに収まりきらないことから「格闘ゲーム」ではなく「対戦アクションゲーム」と呼称しており、続編でも踏襲されている。一方で、Evolution Championship Seriesなどの格闘ゲーム大会で種目として採用されており、格闘ゲームユーザーからも支持を得ている。なお、桜井は格闘ゲームが「間合いのゲーム」なのに対して、『スマブラ』は「座標のゲーム」と違いを定義している。
本シリーズではコンピュータによる自動操作も含め、1人から4人（『Wii U』、『SPECIAL』の一部ルールでは最大8人）がゲームに参加できる。多人数プレイやアイテム、ステージギミック（「やくもの」と呼ばれる）といったアドリブ性の高いデフォルトの対戦ルールなど、対戦ゲームであると同時にパーティーゲーム性が強く、開発者は「スポーツ的なノリのもの」とも称している。また、『X』と『SP』では作品の軸として「対戦・共有・共闘」の3つの柱を挙げており、実際に対戦以外にもユーザー間で楽しめる要素が盛り込まれたりとバラエティー性を持った作品コンセプトとなっている。

## シリーズ
| 1999 | スマブラ初代  |
| 2000 |               |
| 2001 | スマブラDX    |
| 2002 |               |
| 2003 |               |
| 2004 |               |
| 2005 |               |
| 2006 |               |
| 2007 |               |
| 2008 | スマブラX     |
| 2009 |               |
| 2010 |               |
| 2011 |               |
| 2012 |               |
| 2013 |               |
| 2014 | スマブラ3DS   |
| 2014 | スマブラWii U |
| 2015 |               |
| 2016 |               |
| 2017 |               |
| 2018 | スマブラSP    |

| タイトル                                            | 発売日         | ハード                      | 売上本数                    | 売上本数                    |
| --------------------------------------------------- | -------------- | --------------------------- | --------------------------- | --------------------------- |
| ニンテンドウオールスター!大乱闘スマッシュブラザーズ | 1999年1月21日  | NINTENDO 64                 | 197万本                     | 555万本                     |
| 大乱闘スマッシュブラザーズDX                        | 2001年11月21日 | ニンテンドー ゲームキューブ | 151万本                     | 738万本                     |
| 大乱闘スマッシュブラザーズX                         | 2008年1月31日  | Wii                         | 246万本                     | 1332万本                    |
| 大乱闘スマッシュブラザーズ for Nintendo 3DS         | 2014年9月13日  | ニンテンドー3DS             | 318万本                     | 965万本                     |
| 大乱闘スマッシュブラザーズ for Wii U                | 2014年12月6日  | Wii U                       | 86万本                      | 538万本                     |
| 大乱闘スマッシュブラザーズ SPECIAL                  | 2018年12月7日  | Nintendo Switch             | 807万本 （2025年3月末時点） | 3655万本（2025年6月末時点） |

本記事において「初代」は『ニンテンドウオールスター!大乱闘スマッシュブラザーズ』、「DX」は『大乱闘スマッシュブラザーズDX』、「X」は『大乱闘スマッシュブラザーズX』、「for」は『大乱闘スマッシュブラザーズ for Nintendo 3DS』及び『大乱闘スマッシュブラザーズ for Wii U』両方を、「3DS」は『大乱闘スマッシュブラザーズ for Nintendo 3DS』単体、「Wii U」は『大乱闘スマッシュブラザーズ for Wii U』単体、「SP」は『大乱闘スマッシュブラザーズ SPECIAL』を指す。

## ゲームシステム
サイドビューの2Dアクションゲーム風の画面構成であり、各プレイヤーは自分の選択したキャラクターの持つワザによって相手を攻撃して上・横・下問わず、画面端（フィールド）より外側に吹き飛ばすことが目的となる。足場の無い画面下端への落下、または画面左右または上端の更に一定距離まで外側へ吹き飛ばされた場合、KO（海外版での呼称。KO時に細長く爆発するような演出を指してユーザー間では「バースト」とも称される）・ミスとなり、最後に攻撃を与えたプレイヤーの得点となる。一定時間内に多く得点を奪うか、最後まで一定ミス数以内で生き残ったプレイヤーがそのゲームの勝者となる。
ただし、足場を踏み外した時点でミスとなるわけではないため、たとえ足場のない外側に吹き飛ばされても、限界ライン（下以外は画面端のラインから外側一定距離。画面外に出ただけでまだミスになっていないときは「ルーペ」と呼ばれる吹き出しでキャラが表示される）に到達する前に空中ジャンプや必殺ワザを使い、足場まで復帰することができれば失点を防ぐことが可能である。ルーペがキャラクターについている時間は一定ダメージを喰らう、スマブラSPではルーペの大きさは設定で変更可能になった。。
キャラクターは攻撃を受けることによってダメージ値（%で表現される）が蓄積していき、次に攻撃されたときのふっとび易さがこのダメージ値に比例して上がっていく。つまり、多くのダメージを受ければ、それだけふっとびやすくなるということである（後述のリアクション固定ワザのような例外もある）。ただし同じダメージ値でもふっとび易さが各キャラクターごとに異なっており（「重さ」として表現される）、軽い（主に体が小さい・攻撃速度が素早い）キャラクターは大きくふっとばされ易いが、この場合は弱い攻撃でも大きくふっとぶことで連続攻撃を受けにくい。一方で重い（主に体が大きい・単発威力が大きい）キャラクターは逆であり、ふっとばされにくく打たれ強いが、そのために連続攻撃を受け易くもなっている。
なお、用語の表記などは公式のものに基準し記している。たとえば、本ゲームにおける攻撃に関してはカタカナで「ワザ」と記すのが公式であり、漢字の「技」などは本作では誤った表記となる。

### 操作方法
本作においては弾くように3Dスティックを素早く傾ける操作を「はじき」と呼び、これによって移動・攻撃全てにおいて行動の強弱を使い分けることに大きなウエイトが置かれている。
移動
キャラクターは3Dスティックを使用して左右に移動できる。移動にはスティックを倒すと傾けの深さに応じて「微速歩行 - 中速歩行 - 高速歩行」の3段階のスピードがある。
『X』からはこれらに加えて全キャラクターが使える泳ぎ、一部キャラクター限定の滑空、壁張りつき、しゃがみ歩き等の移動アクションが追加されている（『for』のみ滑空が廃止、『3DS』のみ泳ぎが廃止）。なお、しゃがみ歩き中はしゃがみ状態での吹っ飛び耐性が発生しない。
ジャンプ
空中でも1回まで空中ジャンプが可能だが、一部のキャラクターは複数回行うことができる。なお、空中でスティックを下に弾くことで急降下が可能。
通常ワザ
素早い打撃を行う通常ワザ、連打可能な弱攻撃、攻撃範囲などが入力方向に伸びた強攻撃、強力なふっとばし力を持つスマッシュ攻撃の計4種類の攻撃がある。。
『DX』以降の作品では、攻撃を溜めてタイミングを調節したり・威力を高めることができるスマッシュホールドが可能となった。
必殺ワザ
通常ワザに比べて威力や効果が大きい分、ワザを出すまでの隙も大きくなる。初代では各キャラクター3種類の必殺ワザを出すことができる。『DX』からは横方向も加わり、四種類の必殺ワザが出せるようになった。
最後の切りふだ
『X』から登場した「スマッシュボール」というアイテムを破壊することによって、1回だけ通常必殺ワザと入れ替わりに使用可能となるワザ。格闘ゲームなどにおける超必殺技にあたり、派手な演出と共に相手を攻撃する。使用キャラにもよるが、一撃で相手をふっ飛ばせるほどの威力を持つものが多い。また、このワザで蓄積ダメージが一定以上となる場合、その時点で即撃墜となるものもある。
シールド
球体のシールドをまとい、相手の攻撃をガード（防御）することができる。
攻撃をガードしたり、時間が経過したりすると共にシールドは小さくなり（タマゴの殻をシールド代わりにしているヨッシーを除く）、攻撃を若干防ぎにくくなる。さらにシールドが小さくなりすぎると「シールドブレイク」となり一定時間気絶（正式には「ふらふら」）状態になる。
また、空中でシールドを張ることは不可能。つかみ攻撃や投げ扱いの必殺ワザ、アイテムのワープスターや『X』以降の「最後の切りふだ」の一部など、シールドでガードできない攻撃も存在する。
『DX』ではシールドを使うL・Rトリガーがアナログ入力であったことから押し込む深さに応じてシールドの濃度が変化し、攻撃を防いだときの反動などに影響する仕様であった。『X』以降はコントローラー仕様の変更に伴い撤廃された。
緊急回避
向いている方向によって前方回避と後方回避が存在し、前方回避後は向いている方向が逆向きになる。
『DX』からはシールド中に下方向に弾くことで移動せず一時無敵になる「その場緊急回避」、空中でシールドボタンを押すことで「空中緊急回避」が追加された。
空中緊急回避は『DX』『SP』と『X』『for』で性能が大きく異なり、『DX』『SP』では任意の方向に緊急回避をしながら移動をすることができるが、空中毎に一度しか使えず、『DX』ではしりもち落下になってしまう。
『X』『for』では緊急回避をしながらの移動はできないが（慣性によって移動や吹き飛びの方向が維持される）、しりもち落下にならないため着地までに何回も使用することが可能。
投げ
相手をつかみ、前方投げ、後方投げを行うことができる。
ダッシュ中に行うとダッシュつかみとなり、多少滑りながら掴みかかることで遠い間合いから投げに入ることができるが、『DX』からはこれを空振ると隙が通常の掴みよりも大きくなる。
一部のキャラクターは素手ではなく装備を使って相手を遠くから掴む「ワイヤーつかみ」になっており、『DX』からは空中でつかみボタンを押すことでその装備を用いた空中攻撃を行える。該当するキャラは空中で相手を掴むことこそできないままだが、崖を遠くから掴んでステージに復帰する「ワイヤー復帰」が可能である。『DX』は壁面へのワイヤー復帰で更にジャンプすることができるが、『X』からのワイヤー復帰は直接ガケつかまりを狙うものになった。
アピール
キャラクターがポーズをとるアピール行動をとることができる。『for』まではコンピュータもプレイヤーを倒すとアピールをするようになっている場合が多い。
『X』からアピールが上・横・下の3種類に増えた。『X』と『for』でのフレンド間のオンライン対戦ではアピールに4種類のショートメッセージを設定可能でき、フレンドとプレイするモードではアピールと共にメッセージのフキダシを表示できる。
『DX』からは一部ステージにおいて一部のキャラクターでアピールボタンを一瞬だけ入力すると、同シリーズでのキャラクターとの無線通信が始まる。これを「スマッシュアピール」という。
初代と『DX』には、相手を撃墜した時にアピールをしているとボーナススコアが増えるシステムがあった。

#### テクニック
本シリーズは任天堂や桜井が「万人向けのゲーム」を目指すことを標榜していることもあって、基本システムは手軽で分かり易くまとめられて、どのようなプレイヤーでも楽しめるようになっているが、その操作系の裏にはに数々のマニアックな仕様やテクニックが用意されている。
以下は公式に存在や名称の発表がされたものだが、これら以外にも多数のテクニックが存在している。
ベクトル
各ワザの相手をふっとばす方向を示す開発内用語。
リアクション値
各ワザの相手をふっとばす強さを示す開発内用語。
基本的にふっ飛ばし速度は蓄積ダメージを参照した1次関数のようになっており、蓄積ダメージに影響される傾きとなる「リアクション影響値」および、切片となる「リアクション付与値」が設定されているが、一部には完全に蓄積ダメージの影響を受けない「リアクション固定値」を設定されているワザもある。
ただし『for』からは、相手だけではなく自分の蓄積ダメージも最大150%分までリアクション付与値に影響し、彼我のダメージ量がかさむ程ふっ飛ばし力が上がる「ほかほか」状態の補正が導入されている。
ワンパターン（OP）相殺
同じ攻撃ワザを連続してヒットさせ続けると、そのワザの威力（ダメージ量とふっとばし力の両方）が下がっていく補正システム。ワザの操作別に10回分まで蓄積されていき、ほかのワザを使用する（空振り可能）たびに威力が1段階ずつ回復していく。
これによって、強力なワザほど使い所を見極める必要があり、乱発するとそれだけ決め手を欠くようになる。特にもともとふっとばし力の強いワザが少ないキャラへの影響は著しい。
相殺
攻撃同士がぶつかり合った時、お互いのワザのダメージ量の差が10%以下だった場合に、お互いの攻撃が相殺されて打ち消しあう。
地上攻撃同士、またはどちらかが飛び道具の場合に発生するが、空中攻撃など、相殺によるリアクションが起こり得ないワザが存在する。なお、剣などの武器攻撃は直接攻撃に、投擲されたアイテムは飛び道具に含まれる。
メテオスマッシュ
一部の攻撃は、相手を下方向に強くふっとばせる性質があり、これを総称して「メテオスマッシュ」または「メテオワザ」、略して「メテオ」という。この攻撃を下が穴・場外になっている場所で当てることで一撃必殺を狙うことができるが、ほとんどは前隙が大きく当てづらい空中攻撃で狙うことになるため、追撃した側が足場に戻れずにミスする大きなリスクを伴う。
『DX』と『X』では、下方向にふっ飛ばされると、通常より早めのタイミングでふっとびをキャンセルして空中ジャンプができる「メテオがえし」という仕様が存在した。ただし、『DX』のメテオがえしはふっとび方向の条件がかなり厳しく、少しでもふっとび方向が斜めにずれてしまうと使用不可能になる場合も多い。
ヒットストップずらし
他の戦闘アクションゲーム等と同様、本作も攻撃が当たった瞬間に互いに「ヒットストップ」という一時停止が入るという仕様があるが（基本的に攻撃力が高いほど時間が長くなる）、このヒットストップの最中に攻撃を受けた側がはじき入力すると、その方向に身体を少しずらすことができる。これを連続して行うことによって、連続ヒットする攻撃から脱出できる場合がある。
シールドでガードした際のヒットストップでも、左右へのずらしが行える。
ふっとび方向を変える / ベクトル変更 / ふっとびずらし
『DX』以降は、攻撃を受けた側が吹っ飛ぶ瞬間に入れていたスティックの方向により、吹っ飛ぶ方向や速度に多少の影響が及ぼされる。吹っ飛ぶ角度はその方向に対して直角方向の入力であるときに最大の影響がある。
低い位置ではできるだけ上方向に吹っ飛ぶことで復帰をしやすくし、高い位置では下方向に調節することで上方向への場外判定を遠ざけるという対処ができる。
ただし『X』以降ではふっとぶ勢いが一定以上である必要があり、『for』以降では、スティックが上方向へと入力されていると吹っ飛び速度が増え、下方向に入力されていると吹っ飛び速度が減るようになっている。
シールドキャンセル
シールド状態は、攻撃を防いだときの硬直中でない限り、シールド解除の動作を挟まずにつかみ及びジャンプ（およびアイテム投げや床すり抜け）でキャンセルできる。
『for』まではジャンプの出掛かりを上スマッシュ・上必殺ワザでキャンセルできるため、「はじいてジャンプ」を併用することでシールドキャンセル攻撃が可能だったが、『SP』では「はじいてジャンプ」を無効にしていても上スマッシュ攻撃や、はじき入力をしながらの上必殺ワザで直接シールドキャンセルができるようになった。
着地キャンセル
空中攻撃中に着地をすると、キャラクターは姿勢を立て直す動作のために隙を作ってしまう。しかし初代と『DX』のみ、着地直前にシールドボタンを押すことで攻撃中着地の隙を減少させることができた（着地動作そのものを短縮または置換する仕様であり、シールドの使用によって間接的に隙を上書きしているわけではない）。『X』以降は、この仕様は廃止された。
シフト攻撃
一部キャラの横強攻撃と横スマッシュ攻撃は、スティック方向を斜めにずらすことで最大3通りの角度（初代のみ5段階）をつけて出すことができる。基本的に上方向では平地でヒットしにくくなる代わりに攻撃力が微増する場合があり、下方向では無敵時間の切れたガケつかまり状態などに当てられる可能性がある。
ほとんどは多くのキャラの強攻撃やスマッシュ攻撃の方向調整に対応している程度だが、『for』におけるリトル・マックの横スマッシュ攻撃や『SP』のピーチ・デイジーの横スマッシュ攻撃など大幅に動作が変化するものや、シモン・リヒターの横空中攻撃や、マルスやカズヤの通常必殺ワザなど地上の横攻撃・スマッシュ攻撃以外が対応している例外もある。
シールドシフト
シールドはスティックを倒すことで防御する場所を調節できる。これを行うことで、シールドが小さくなった状態でも相手の攻撃をガードできる。
『SP』ではシールドボタンを２個以上または、必殺ワザボタンを同時に長押ししていると緊急回避が発動しないようになり、シールドシフトをすばやく利用することができるようになった。
ふっとび耐性 / スーパーアーマー
他のアクションゲームにおける「スーパーアーマー」と同様のシステム。ヨッシーの空中ジャンプ、『for』以降のクッパや『SP』のカズヤの蓄積ダメージが少ない時、重量級ファイターを中心とした一部攻撃といった一部キャラの特定行動中や、緑ブロックを取るなどして「メタル状態」になったキャラクターなどはふっとびに対してある程度強い耐性を持っており、吹っ飛ばし力の低い攻撃を受けても攻撃動作が中断されない状態になる。これにより低威力の攻撃を強行突破できるが、ダメージは通常通り蓄積される。よって、ダメージが蓄積し吹っ飛びやすくなると、吹っ飛び耐性の強度によっては効果が現れにくくなる場合が増えていく。なお、全キャラクター共通で掴んだ瞬間などにも非常に強いふっとび耐性が付与されている。
『X』以前は「ふっとび耐性」という名前だったが、『for』にて「スーパーアーマー」に名称が変更された。
『SP』では、ダメージが100%以下の場合投げを除くどんな攻撃に対しても攻撃動作が中断されないスーパーアーマーが登場した。
コマンド入力
『for』以降におけるリュウ、『SP』におけるケンとテリー（およびリュウかケンをコピーしたカービィ）は、特定手順でのスティック入力を行いながらボタンを押すことで、必殺ワザを通常のBボタン操作よりもやや高い威力で繰り出すことができる。リュウとケンの場合、最後の切りふだが使用できる状態において通常必殺ワザを使用できる唯一の手段でもある（テリーは通常必殺ワザがコマンド入力に対応していない）。テリーの場合、自身への蓄積ダメージが100%を超えている状態（体力制の場合は初期体力の3分の1を切った状態）に限り、特殊なコマンド入力で強力な超必殺ワザを繰り出すことが出来る。『SP』のカズヤも使い分けではないもののコマンド入力によるワザが用意されている。なおカズヤはコマンド入力による技が非常に多く、さらに蓄積ダメージが100%を超えている場合（体力制の場合は初期体力の4分の1を切った場合）、1つのストック中にレイジドライブを1度だけ行えるようになるなどの特徴がある。
シフト・8方向シフト
主にルイージの横スマッシュでは上・真ん中・下のように方向を変換でき本来では当たらないものに当てることができる。ベレスの横スマッシュでは上シフトだとダメージが上がるこネタも存在する。
8方向シフトはロックマンの通常必殺技のギアを上・右上・右・右下・下・左下・左・左上に8方向に飛ばせるのが主な8方向シフトだ。ギアを下方向にしアイテム化することもできる。

## 対戦ルール
本シリーズはシリーズ通して様々なルールで遊ぶことができるのが特徴で、4人で入り乱れて戦うか1対1で勝負するか、タイム制かストック制か、アイテムやステージギミックを使えるか使えないかなどといった様々な設定ができる。そしてそれらのルールによって得点システムや多プレイヤーによる乱戦の有無などから取るべき戦法が大きく異なってくることもあり、キャラクターの強さを一元的な見方から判断できないのも本作の醍醐味の一つである。また、ステージの多くは様々な仕掛けが仕込まれたもので、ランダムな種類が出現するアイテムなども含めて、戦いにおいて非常に「アドリブ性」が大きいのが特徴であり、それをいかに掴んで自分のものにするかも重要な要素となっている。
このような第3者の存在やルール設定、アドリブなど強弱を一元的に求められず、どのキャラクターもシチュエーションなどで何かしら固有の長所を得られる点が、そのまま対戦ゲーム性とパーティ性の両立や幅広い支持に直結している。『X』では、開発者が世界各国のWi-Fiコネクションによるオンライン対戦のデータを統計してみたところ、勝率が35キャラクター中34キャラクターにおいて3.0 - 2.0%の誤差範囲で収まっていた（残った1キャラクターもごくわずかに勝率が低かっただけという）という一般的な対戦ゲームではあまり見られない結果も出ている。
なお、ルールや遊び方はプレイヤーの自由と前置きした上で、開発者の見解として「制限時間2分（初代は3分、『SP』は2.5分）」「ステージは自由」「アイテム全解禁」をデフォルトのルールと定めている。
『X』よりオンライン対戦が導入。『X』では対戦相手がランダムに決まる「おきらく対戦」とソフト上でフレンド登録した人同士での対戦を選択可能。しかし、ニンテンドーWi-fiコネクションの方針上「おきらく対戦」において匿名でプレイできるということから放置プレイや1人を複数人で狙うといった悪質なプレーが多発したことから、『for 3DS』からの「ニンテンドーネットワーク」や『SP』の「オンライン」における「だれかと」では、ニンテンドーアカウント名が表示されるようになった。
また、『X』の「おきらく対戦」ではルールとステージをマッチングの都度に多数決で決めていた結果、それがある一定のパターンに偏ることにもなったため、『for』の「だれかと」では「エンジョイ部屋」「ガチ部屋」とルームを分け、2通りのルールに固定化するという処置をとった。「エンジョイ部屋」ではステージ：終点以外から必ずランダム（広いステージが選ばれる確率は低め）、アイテム：すべて出現、勝敗：勝ち数のみ記録、対戦形式：４人乱闘か2on2チーム戦のどちらか。「ガチ部屋」ではステージ：終点または終点化ステージのみ、アイテム：なし、勝敗：勝ち数・負け数ともに記録、対戦形式：4人乱闘、2on2チーム戦、1on1ストック戦が選択可能となっている。また、双方で悪質と思ったプレイヤーを通報することができ、運営が悪質と判断したプレイヤーはネットワークから切断できる機能も有する。
『SP』では「エンジョイ部屋」「ガチ部屋」の区分を撤廃した代わりに、①プレイヤー毎に希望する「優先ルール」の設定内容、②腕前指標である「世界戦闘力」の近さ、③物理的な距離の近さの3点からマッチアップされるようになる。「優先ルール」とは任意で作成できる希望ルール設定で、自身の希望する対戦形式・アイテム設定などを設定しておくことで、設定ルールが近いプレイヤー同士でマッチを組んでくれる。設定せず相手のルールに合わせて合流することもできる。
なお、今作における世界戦闘力は一人用モードとは別にオンライン対戦での腕前指標としてもファイター毎に個別に用意されており、特にキャラごとの世界戦闘力が全体の上位になるとマッチングが隔離され「VIPマッチ」という特別試合に参加できるようになる。VIPマッチは通常のオンライン対戦と同一の内容ではあるが、ゲームバランス調整のためのデータをこのマッチングから取るとしている。
ほかにも、放置プレイ・極端な一人狙い（ガチ1on1以外）・自滅を繰り返す・頻繁な回線切断（意図的か否かは問わず）・改造/チートの使用や通報頻度が多いと、一定時間サーバーに接続できなくなるペナルティ機能を搭載している。

### 対戦の種類
バトルロイヤル（大乱闘）
各個人が独立し、入り乱れて戦う。試合の最終的な勝者は一人だけ。
チームバトル
個人または複数人で組まれたチーム同士で戦う。2対2は勿論のこと、3対1、2対1、2対1対1など変則マッチも可能。チームカラーは赤・青・緑の3色（『Wii U』の8人乱闘および『SP』では黄を含む4色）で、『X』まではキャラクターの色がチームカラーの色で固定される（同チームに同一キャラクターがいる場合、濃淡で区別される）。
『for』以降ではキャラクターそのものではなく、キャラクターのフチでチームカラーを表示させることにより、キャラクターそのものは自由に色やモデルチェンジを選択できるようになった。
味方同士の攻撃は一部を除いて当たらなくなるが、「チームアタック」の有無により同士討ちが発生するかを設定できる。

### 勝利条件
タイム制バトル
任意に決めた対戦時間が過ぎるまで戦う、多人数対戦モードの標準ルール。
「相手を撃墜した回数 - 自分が撃墜された回数（このうち自滅による減点は別個カウントされ、『DX』では自滅点を-2～0点、『for』では-2から-1点の間で設定できる）」で点数が計算され、最もポイントの高かったプレイヤー・チームが勝利する。
チームバトルの場合は、そのチームに所属しているプレイヤーの得点の合計点で競う。総得点マイナスもカウントされるため、得点でトップの者が所属するチームが必ずしも勝つとは限らない。
制限時間いっぱいまで全員が楽しめる上に、時間制限という縛りが待ち戦法にリスクを与え、逃げ回ることにも意味を与えるため、大乱闘のデフォルトルールとして採用されている。
他者の撃墜の邪魔・横取りをすることや、1～2位プレイヤーに撃墜されるよりわざと3 - 4位プレイヤーに落とされる方が有利な構造等、効率的な戦い方が結果的に弱者にも優しくなるゲーム性となっている。
ただ、勝敗に拘るプレイヤーは追い詰められた際「相手に倒されて相手に1点プラス、自分に1点マイナス」よりも「自滅で自分に1点マイナス」もしくは「味方にわざと倒されて味方に1点プラス、自分に1点マイナスで結果的にチーム内でプラスマイナス0」を選ぶことがあり問題となったため、『DX』では自滅すると2点マイナスされるように設定が可能になった。
また、『X』以降は自滅判定が厳しくなり、開始または復帰から一度でも攻撃を受けると落下の仕方や経過時間にかかわらず最後に攻撃したプレイヤーが得点するようになり、それまでに一度も攻撃を受けないままミスした場合のみ自滅となったため、自滅カウントの発生頻度自体が大幅に減少した。なお『for』では自滅点設定が復活すると同時に、オンライン対戦の「エンジョイ部屋」では1点マイナス、「ガチ部屋」では2点マイナスに固定されている。
ストック制バトル
各者に初期値一律のストック数を設定して戦う、1人用モードや1on1での標準ルール。設定回数分ミスした者から退場となり、最後に残ったプレイヤーもしくはチームが勝利する。
誰かとチームを組んでいる場合は、自分のストックが全滅し、なおかつ仲間のストックが2以上残っている場合、『DX』以前ではスタートボタンを押す・『X』以降ではAとBを同時押しすると最も残り数が多い仲間のストックを一つ消費して復活する。
『DX』以降、対戦モードでのストック制においても時間制限を設けることが可能。『for』のオンライン対戦・ガチ1on1では原則5分の制限が設けられている。
コインバトル（DX、X、Wii U）
任意に決めた対戦時間が過ぎるまで競うルール。
相手に攻撃をヒットさせた時・撃墜したとき・またはアイテムキャリアーを開放した時にコインが出現し、それを多く集めた者（チーム）が勝利する。
ダメージが大きいほど多くの硬貨が出現し、『DX』では金は10点、銀は5点、銅は1点の3種類となる。『X』では新たに紙幣が登場し、紙幣が10、硬貨の金が6点、銀が3点、銅が1点となった。
タイム制バトルと同様にミスをしても退場することはないが、手持ちのコインが半分へと減ってしまう。減少分のコインはミスした位置から放出され回収することが可能。『X』からはミスごとの減少量が最大100枚までとなった（200枚以上では-100枚、それ未満のみ半分に減る）。
『DX』よりも後に発売された『メトロイドプライム2 ダークエコーズ』のバトルモードでもルールの一つとして、このルールに準じた「コインバトル」が採用されている。
評価制バトル（DX）
任意に決めた対戦時間が過ぎるまで戦うルール。
1人用モードに準拠したスコアで競うため、「1分間ダメージなし」「3連続同じアイテム」「空中攻撃全種類」「まっさきにヒット」「ミュウ（ポケモン）をゲット」「（タイム制準拠の撃墜点順位が）ビリだった」「ワンパターン戦法」など、対戦内容に応じて多数のスペシャルボーナス・ペナルティによる加減点が存在することが特徴。
単純に相手を倒すこと以上に（もちろん相手を倒しまくるのも戦術ではある）ボーナスを狙った行動をすることが重要であり、場合によっては「歩かない」「ジャンプしない」「必殺ワザを使わない」といった行動制限系のボーナスを多数獲得できる「開始してから最後まで何もしなかった」人が高順位に立つことさえもある。
体力制（SP）
各者に初期値一律のストック数、そして許容されるダメージ量を設定して戦うルール。一般的な対戦型格闘ゲームのように一定量のダメージが蓄積された時点でミスになり、最後まで残った者（チーム）の勝利。
他のルールと違い、ダメージ量にかかわらず吹っ飛び方が変わらないが、場外に落下しても同様にミスとなる。
『DX』～『for』では特殊ルール「スペシャル乱闘」のひとつであり、ストック1固定で正式な戦績にはカウントされない。
試合終了時にトップが2人（2チーム）以上いる場合は、当該者同士のサドンデスに突入。ダメージ300%・ストック数1で始まり、最後まで残ったプレイヤー（チーム）が勝利。ここでも一定時間決着がつかないと、キャラクターの上から起爆寸前のボムへいが落ちてくる（『SP』では開始直後から画面がズームインし撃墜判定範囲が徐々に狭くなった後）。『DX』のみストック制で時間切れによって突入した場合は、そのときのトップが持っているストックがそのまま適用される。サドンデスでも同時に撃墜、『SP』ではサドンデスを含めて与えたダメージが最も大きかったプレイヤーが勝者になる（『DX』と『X』では、番号の若い方のプレイヤーが
勝者になる）。

## 登場キャラクター
本シリーズに登場するプレイヤーキャラクターは主に任天堂から発売された人気ゲームシリーズからの引用となっており、4作目『for』以降は「ファイター」と呼称されている。
2作目『DX』までは任天堂キャラクターのみの登場だったが、3作目『X』からはサードパーティーのキャラクターも出演しており、現在までにコナミデジタルエンタテインメント、セガ、カプコン、バンダイナムコエンターテインメント、スクウェア・エニックス、アトラス、マイクロソフト、SNKのキャラクターが参戦している。
キャラクターのワザや動き、性能は原作での特徴、または原作そのものの要素を踏まえて設定・調整されている。また、桜井はキャラクターの本シリーズへの参戦の条件として本シリーズに出るにあたって多くの脚色を容認してもらうことを掲げており、中でもアイスクライマーなど、原作の発売から本シリーズでの登場までに長いブランクがあったキャラクターや、元々がアクションゲームではない作品に登場するキャラクターに関しては、デザインが変更されたり大幅にワザを再設定・改変されたりと本シリーズ特有のオリジナル要素が付与されている。また、本シリーズはCEROなどの対象年齢を低くする観点から、暴力やセクシャルに関する要素が原作からアレンジされる事がある。例として、ベヨネッタやホムラ/ヒカリは演出やデザインが変更されている。
担当声優に関しては、原作シリーズ（アニメ版などの派生作品を含む）にて既に声が吹き込まれていた場合、本シリーズでも同じ声優を採用する場合が多い。逆に、カービィやピットなど本シリーズでのキャスティングが後に原作に正式採用された例もある。また、ピーチ、リンク、ゼルダ（シーク）、ガノンドロフ、フォックス、ファルコ、ウルフ、フシギソウのように、出典や原作シリーズでの声優変更を踏まえて本シリーズでも途中で担当声優が変更されるケースがある。一方、キャプテン・ファルコン、ゼロスーツサムス、リトル・マックは本シリーズとそれぞれの原作シリーズとで声優が異なっているほか、ドンキーコングやクッパなどは本シリーズでは声優を起用せず、サウンドエフェクトが使用されている。以上のことは、ここで割愛になっているキャラクターに関しても同様のケースがある。
『DX』以降の参戦キャラクターのボイスは過去作から流用しているものもある（『X』の最後の切りふだの一部、キャプテン・ファルコンやネス、マルスなど）。
全てのシリーズ作品で数体～十数体の隠しキャラクターが用意されている。『DX』までは隠しキャラクターは楽しみが薄れるために発売前の公表はしていなかったが、『X』からはニンテンドーWi-Fiコネクションといったオンライン対戦を理由に「隠さない」方針をとっている。『SP』では第1作目の初期キャラクター8体とMiiファイター以外はすべて隠しキャラクター扱いとなっており、過去作よりも緩い条件で揃えられる仕組みとなっている。
『X』以外では、最初から使用できるキャラクターのモデルを基に性能を調整した「モデル替えキャラ」も隠しキャラクターに含まれており、これらに関してはキャラクターを一人でも多く登場させることを目的として制作されている。『for』におけるモデル替えキャラは開発初期に基になったキャラクターのカラーバリエーションでの参戦予定だったものが諸事情で別枠のキャラクターになったものだという経緯もある。『SP』では歴代の登場順にキャラクターにナンバーが振られているが、マルスを元にしたルキナ、ピットを元にしたブラックピットなど前述した「モデル替えキャラ」と同じ制作手法で基本的な性能がほとんど同じになっているキャラには同じナンバーにダッシュ（'）が付けられ、「ダッシュファイター」という括りとなっている。
隠しキャラクターは条件を満たした試合のあと（1人用モード「シンプル」「勝ち上がり乱闘」などの通しプレイのゲームは最終戦クリア後）に「挑戦者が現れました」の警告メッセージとともにシルエットが表示され、そのまま1対1の対決に移る。プレイヤー（試合の勝者）は直前まで使用していたキャラクターを使用し、対決に勝利するとそのファイターが使用できるようになる。敗北した場合は、CPレベルが減少した状態で出現待ち状態になる（『SP』では一定時間後に表示されるモード「挑戦者の間」で再戦できる）。
全作にプレイアブルキャラクターとして登場しているのは、第1作に登場した基本キャラクターであるマリオ、ドンキーコング、リンク、サムス、ヨッシー、カービィ、フォックス、ピカチュウの8体と、隠しキャラクターであったルイージ、ネス、キャプテン・ファルコン、プリンの4体、計12体である。この全12体のキャラクターが全員基本キャラクターとして使えるようになったのは第5作『Wii U』のみ。現時点では第1作から登場しているキャラクターがプレイヤーキャラクター枠から除外されたことは一度もない。
ファイター以外にも、ステージの背景やステージギミック、アイテムのモンスターボールやアシストフィギュア、収集要素のフィギュア（『DX』から『for』）・シール（『X』）・スピリッツ（『SP』）、Miiファイターの衣装などといった形で様々なキャラクターが出演しており、サードパーティーのものを含めて非常に多岐に及んでいる。

## 世界観
『大乱闘スマッシュブラザーズ』シリーズは、そのオールスターという性質上、ストーリーらしきストーリーは無いに等しい。ただし登場するファイターは全て、初代ではコピーライターの糸井重里の案により『「人形」、『DX』～『for』では「フィギュア」がイメージによる命を吹き込まれた存在』という設定であり、キャラクターや原作ゲームを元にしたステージなどを含め、「スマブラ世界」（『X』において「この世界」と呼称）を作り上げたのはオリジナルキャラクターのマスターハンドによるものとされている。一人用モード（『DX』〜『for』の「シンプル」モード）では『for』までの各作品に共通して、「スマブラ世界」から見て「現実世界」に最も近い空間である「終点」でラスボスとして待ち受けているマスターハンドがフィギュアに倒され、フィギュアが元の存在に返るという筋立てになっている。
ファイターの参戦が決定した際、ファイター宛に「招待状」が届く。『DX』や『X』でも画像説明文のひとつや会話にそれに関する記述があったが、『for』の初出動画でむらびと宛に招待状が届くシーンが描写され、これ以降、参戦動画内で度々みられるようになった。招待状は白い封筒に入っており、スマブラのシンボルマークの蝋で封をされている。誰がどういう基準で出すのか、また招待状に書かれている内容などについては不明。
その他、スマブラオリジナルキャラクターに関しては、やられ役の謎のザコ敵軍団や、ふっとばされ役のサンドバッグくんなど、原作ゲームに干渉しない記号的なキャラクターがある一方で、続編でアドベンチャーモードが登場し一人用モードが発展していくにつれ、『DX』ではクッパのフィギュアが過剰なイメージを込められたことで異形の存在と化したギガクッパ、『X』でスマブラのキャラクターが住んでいる「この世界」を侵略せんとする亜空軍とその首領タブー、『SP』ですべてのフィギュアを根こそぎ消滅させスピリットに変えてしまい、それを掌握して自らが新たな創世を目論むキーラなど、『スマブラ』のストーリー性に広がりを持たせるオリジナルキャラクターが登場するようになった。

## 開発の経緯
本シリーズは元来より「任天堂キャラクターが集結するということを目玉に作ったゲーム」ではなく、オリジナル作品として試作された対戦アクションゲームの企画が原点である。開発段階では『格闘ゲーム竜王』というコードネームで呼ばれていた（ゲーム中に使用される背景として、ハル研究所山梨開発センターの所在地である旧竜王町（現在の甲斐市竜王新町）の風景を用いていたため）。
プロトタイプである『竜王』は桜井とプログラマーの岩田聡、サウンドクリエイターの3人という極めて少人数で制作された。商品として発売する際に、「家庭用ゲーム機用のオリジナル格闘ゲームだとアーケード用のものと違いユーザーに認知されにくい」といった点を鑑みニュース性を持たせようとし、結果として「任天堂のキャラクターたちが闘う」というアイデアが採用されたと語られている。代案として当初はキャラクターデザインへの有名イラストレーターの起用、アニメ作品などとのタイアップなどが検討されていた。このような経緯から、著作権表記はプログラムとキャラクターとで別表記となっており、シリーズのシステム・プログラムに関する著作権は「Original game:」として一貫して任天堂とハル研究所にある他、キャラクターに関する著作権は「Characters:」より後に一括して記されている。後者については参戦作品のネタバレに絡むことから、参戦が公式発表されるまでは参戦作品に関わるコピーライト表記が伏せられることもあるうえ、ゲーム中でも対応する隠しキャラを出現させて初めて、隠しキャラに関わる著作者がタイトル画面のコピーライト表記やエンディングのスタッフロールに追加される措置がとられている。
なお、『竜王』の企画は本来社内コンペに負けたものであり、コンペに勝利した企画はロボットを遠隔操作して進めるアドベンチャーゲームのものであった。『竜王』の企画が再浮上した理由は、当時のハル研究所は64DD版『MOTHER3』やN64版『カービィのエアライド』が開発中止になったなどNINTENDO64用ゲームタイトルを供給できておらず早期のゲームタイトル供給が急がれており、先述のアドベンチャーゲームでは開発に時間がかかると判断され、それよりは短期間で完成できると『竜王』に白羽の矢が立ったためである。

## 音楽関連
『大乱闘スマッシュブラザーズ』はオールスターという性質上、BGMに関しても登場キャラクターの原作のものを編曲し用いている場合が多い。『DX』以降は参戦キャラクターの原作以外のゲーム作品からの音楽も登場し、『X』からは他のゲームの原曲そのままを借用しているものもある。オープニングテーマやメニュー画面のBGMなどは『スマブラ』オリジナルだが、『DX』以降はメインテーマ曲を編曲したものが多い。
作曲・編曲は、第1作目と『DX』は開発元であるハル研究所所属の安藤浩和や池上正、酒井省吾（『DX』以降）などが担当している。特に安藤はテーマ曲の製作を行うなど中心人物であったが、『X』以降は担当から外れている。
『X』ではそれまでのサウンドクリエーターに加え、任天堂やゲームアーツなど開発にかかわった会社のクリエイター、さらに桜井ディレクターが当時プロデュースを務めて開催されていたゲーム音楽のコンサート「PRESS START -SYMPHONY OF GAMES-」などを介して桜井が誘った外部の作曲家も協力しており、最終的には計38人（『X』メインテーマ曲提供の植松伸夫を含める）が参加している。
ステージに紐付けられている楽曲は『初代』はステージに対して1曲、『DX』『3DS』では表・裏の2曲（低確率または特定の操作で裏曲が流れる）、『3DS』を除く『X』以降の作品では2曲以上用意されており、「オレ曲セレクト」で抽選確率を設定できる。『X』『Wii U』ではステージごとに選曲リストが決まっていたが、『SP』での選曲リストはステージの出典シリーズ毎に決まっているため、別のステージで使用されていた楽曲もシリーズが同じならば使用できる。例外的に『マリオシリーズ』と『マリオカートシリーズ』は楽曲が区別されており、逆に『アイスクライマー』や『Mii』などゲームシリーズとして表立って確立されていないその他シリーズのステージは、他の既存シリーズで分けられない出典の楽曲すべてが使用できる。また、『SP』では「オレ曲セレクト」の指定にかかわらず、ステージ選択において対応する楽曲リストから任意に選曲することも可能となった。ただし、同時に『SP』以前の作品に採用されていた、ステージによってはステージ原作とは異なるゲーム作品の楽曲の一部使える仕様は廃止された。

### サウンドトラック
本シリーズは、登場するBGMの原曲元などがファイターなど以上にバラバラとなっているために権利問題が複雑怪奇を極めており、完全なサウンドトラック（以下、サントラ）の発売は実質的に不可能に近い状態に陥っている。唯一、第1作のみ発売から丁度1年後の2000年1月21日にテイチクエンタテインメントから発売されている。CD2枚組。
『DX』のサントラについては発売されていないが、ゲーム発売後に実施された「大乱闘スマッシュブラザーズDXオーケストラコンサート」で演奏された曲は雑誌の付録という形で提供された。
『X』は前述したように38人ものサウンドクリエイターがBGMを製作・提供しているため（任天堂の権利や契約関連の管理部署曰く、当時の他のゲーム30本の労力がかかったという）、権利問題がそれまで以上に複雑怪奇を極めたため、サントラは「出ません」と桜井自らが発言している。ゲーム内でのサウンドテストでも著作権情報が表示される。例外としては、原曲・編曲ともに同じ所属のクリエイターが担当したBGMで、「純喫茶ハトの巣」（『おいでよ どうぶつの森』出典、原曲・作曲ともに任天堂の戸高一生）という楽曲が『クラブニンテンドー』のポイント特典である『Touch! Generationsサウンドトラック』に、「ANGEL ISLAND ZONE」（『ソニック』シリーズからの出典）が『TRUE BLUE:THE BEST OF SONIC THE HEDGEHOG』に「ANGEL ISLAND ZONE（SSBB Remix）」として、別シリーズのアルバムに本シリーズ向けに制作されていたアレンジ曲が収録されるケースは存在する。
『for』では『3DS』と『Wii U』両方を購入したユーザー向けに、一部楽曲を選出したサントラが応募者全員に配布されていた。公式Twitterで2014年8月中旬に投稿された「きょうの一枚」（開発中の画像を毎日1枚説明付きで投稿するもの）で、『3DS』のサウンドテストの解説があったが、そこに投稿された画像には作曲・編曲を担当した人物が表記されていることから 、『X』同様著作権が複雑になっており、全曲の収録は不可能とされる。
ゲーム内のサウンドテストで聞ける楽曲数も指数関数的に増えており、『Wii U』で約500曲、『SP』では発売当時時点で900曲を超える楽曲が収録されており、『SP』は発売後に実施されたダウンロードコンテンツとして追加される楽曲を含めると1000曲を超える数となっている。
上記のようにCDなどのメディアによるサントラがリリースされる見込みは権利問題においても楽曲数においてもシリーズを追うことに絶望視されていく一方である。その分、ゲーム内におけるサウンドテストは徐々に機能を追加している。『DX』『X』ではフェードアウト機能のみだったが、『for』では楽曲のお気に入り機能、リピート・シャッフル再生などの追加（『3DS』ではヘッドホン使用時に閉じたままの連続再生機能が追加）、『SP』では画面消灯しながらの再生機能と、お気に入りに代わってプレイリスト機能が追加されるといったサウンドプレイヤーとしての機能を実装することで補完している。

## 漫画
『月刊コロコロコミック』と『小学三年生』に掲載。いずれも第1作目のタイアップ作品であり、ギャグ漫画である。両作品共に単行本などは発売されていない。
直接関係はしていないが、『星のカービィ デデデでプププなものがたり』（ひかわ博一作）の第11巻「さようなら、デデデ大王!!」では、カービィがデデデを相手に「大乱闘スマブラゲーム」を実践している。また『星のカービィ! も〜れつプププアワー!』（谷口あさみ作）の第6話「大乱闘も〜れつブラザーズ」（『月刊コロコロコミック』2008年1月号掲載）は、『大乱闘スマッシュブラザーズX』をモチーフとした話であり、カービィ、メタナイト、デデデ大王が氷山で乱闘を繰り広げた。この話は、上作品の第2巻に掲載されている。『星のカービィ 〜まんぷくプププファンタジー〜』第8巻では、カービィとデデデが白線の上に立ってバトルをするという展開が描かれた（白線を踏み外してはいけないので正面から向かい合って戦っている）。攻撃方法が『スマブラSP』のものだったり、「復帰」という単語が使われたりした。
更に、『スーパーマリオくん』（沢田ユキオ作）の第49巻の第10面「脱出！ミステリーハウス!!」（『月刊コロコロコミック』2014年12月号掲載）で、『大乱闘スマッシュブラザーズDX』以降のルイージの横必殺ワザである「ルイージロケット」が登場し、同時に、当時の最新作『大乱闘スマッシュブラザーズ for Nintendo 3DS』の宣伝がされている。

### 月刊コロコロコミック
作者はひかわ博一。『月刊コロコロコミック』1999年2月号掲載。
ストーリー
ケンカしてばかりのマリオ、ドンキー、ヨッシー、カービィ、ピカチュウ。それを見たリンクは仲直りさせようと、自ら悪役のフリをして、フォックスとサムスの協力のもと、マリオたちに挑戦状を叩きつける。

### 小学三年生
作者は山下たかひろ、沢田ユキオ、さくま良子。それぞれピカチュウ、プリン、リンク、フォックス、サムスの絵は山下が担当し、沢田はマリオ、ヨッシー、ドンキーコング、ルイージの絵を担当。さくまはカービィの絵を担当している。ストーリーの担当は明記されていないが沢田によるものと思われる。『小学三年生』1999年4月号掲載。
ストーリー
舞台はスマッシュブラザーズの人形たちが住む平和な世界。ここでは任天堂の主人公達による乱闘が繰り広げられていた。そこに突如乱入してきたのはドンキーコング。彼の出鱈目な力強さに圧倒され、ヨッシー、サムス、フォックスはボロボロにされてしまう。そんなドンキーを何とかすべく乱闘は一時休戦となる。